# Myans
Myans település Franciaországban, Savoie megyében. Lakosainak száma 1294 fő (2022. január 1.). Myans Apremont, Challes-les-Eaux, Chignin, La Ravoire, Saint-Baldoph, Saint-Jeoire-Prieuré és Porte-de-Savoie községekkel határos.

## Népesség
A település népességének változása:
| Lakosok száma | 1145 | 1200 | 1253 | 1236 | 1262 | 1289 | 1296 | 1290 | 1294 |
|               | 2013 | 2015 | 2016 | 2017 | 2018 | 2019 | 2020 | 2021 | 2022 |